# Hyposidra ingrata
Hyposidra ingrata är en fjärilsart som beskrevs av Swinhoe 1902. Hyposidra ingrata ingår i släktet Hyposidra och familjen mätare. Inga underarter finns listade i Catalogue of Life.